# 阿根廷—黑山關係
阿根廷－黑山关系（西班牙語：Relaciones Argentina-Montenegro）是指阿根廷和欧洲国家黑山（音譯蒙特内哥罗；意譯黑山）之間的外交關係。

## 历史
两国的关系可以追溯至20世纪初，当时即有黑山人从蒙特內哥罗王国移民到阿根廷，他们主要居住在阿根廷东北部的查科省，亦有少部分移民居住在布宜诺斯艾利斯、坦迪尔、貝納多圖埃托等城市，而蒙特內哥罗王国亦在1904年任命了米洛什·武卡索维奇为蒙特內哥罗驻阿根廷首任名誉领事。至2014年，阿根廷已经拥有黑山移民50,000人，是拥有蒙特內哥罗人最多的国家之一。
1945年，馬其頓、塞爾維亞、波士尼亞與赫塞哥維納、克羅地亞、斯洛文尼亞、黑山等社會主義共和國組成了南斯拉夫社會主義聯邦共和國。阿根廷即于1946年与之建交，此时的两国关系从属于阿根廷与南斯拉夫关系的一部分。
2006年蒙特內哥羅獨立公投后，蒙特內哥罗于当年6月3日宣布脱离塞尔维亚与黑山，建立独立国家；6月23日，阿根廷承认蒙特內哥罗，9月13日，两国建交。2013年9月27日，蒙特內哥罗在布宜诺斯艾利斯开设大使馆，蒙特內哥罗外交部表示，在阿根廷建立大使馆“有利于建立与本国移民后裔的联系，保留和培养蒙特內哥罗语言、传统和文化以及促进与散居侨民的经济联系。”

## 外交机构

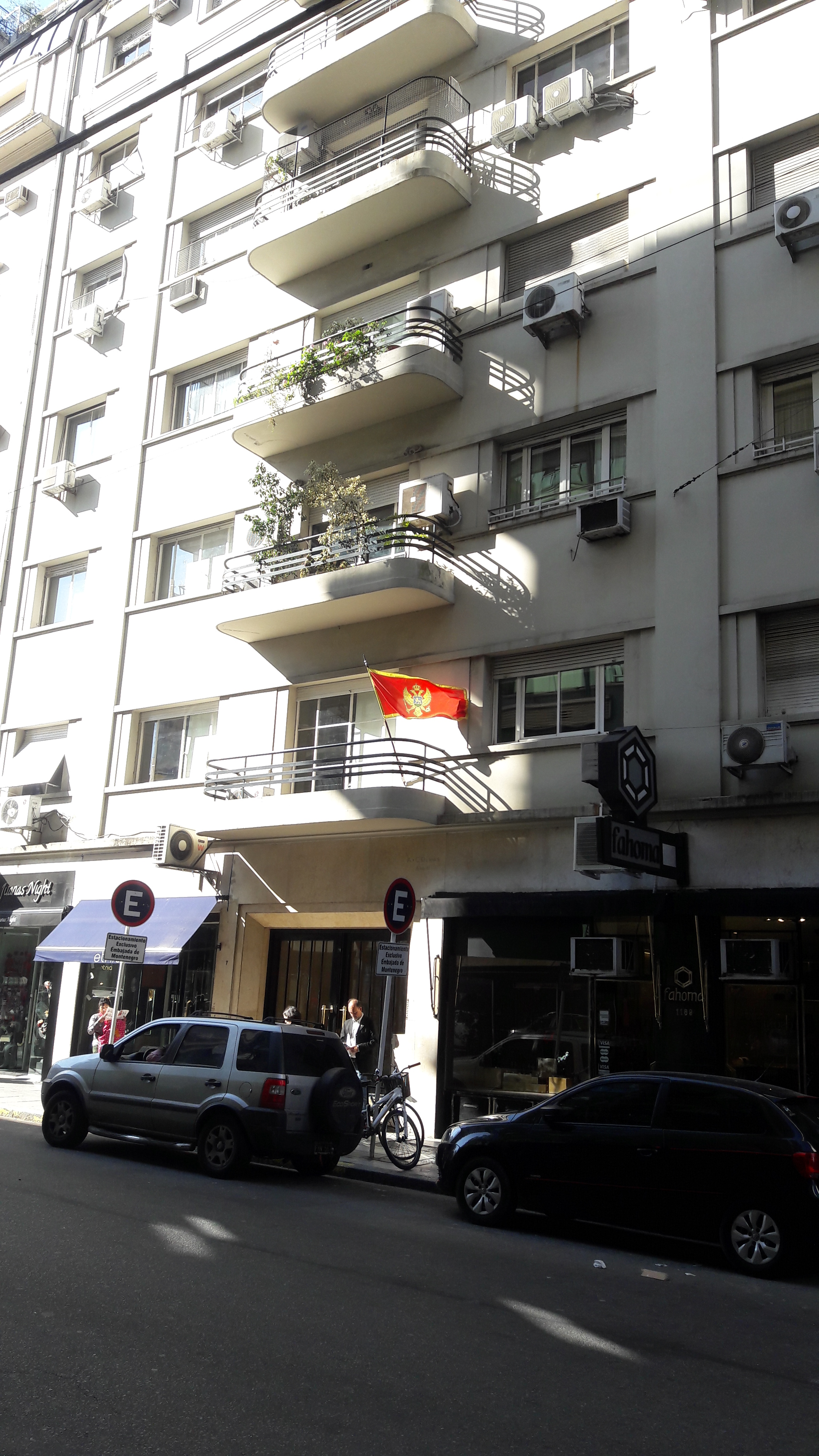
蒙特內哥罗驻阿根廷大使馆

- 阿根廷没有常驻蒙特內哥罗的大使馆，由驻塞尔维亚大使馆兼辖对蒙特內哥罗事务。[7]

- 蒙特內哥羅在阿根廷首都布宜诺斯艾利斯设有大使馆，为蒙特內哥罗在南美洲第一座大使馆。[5]

## 签证

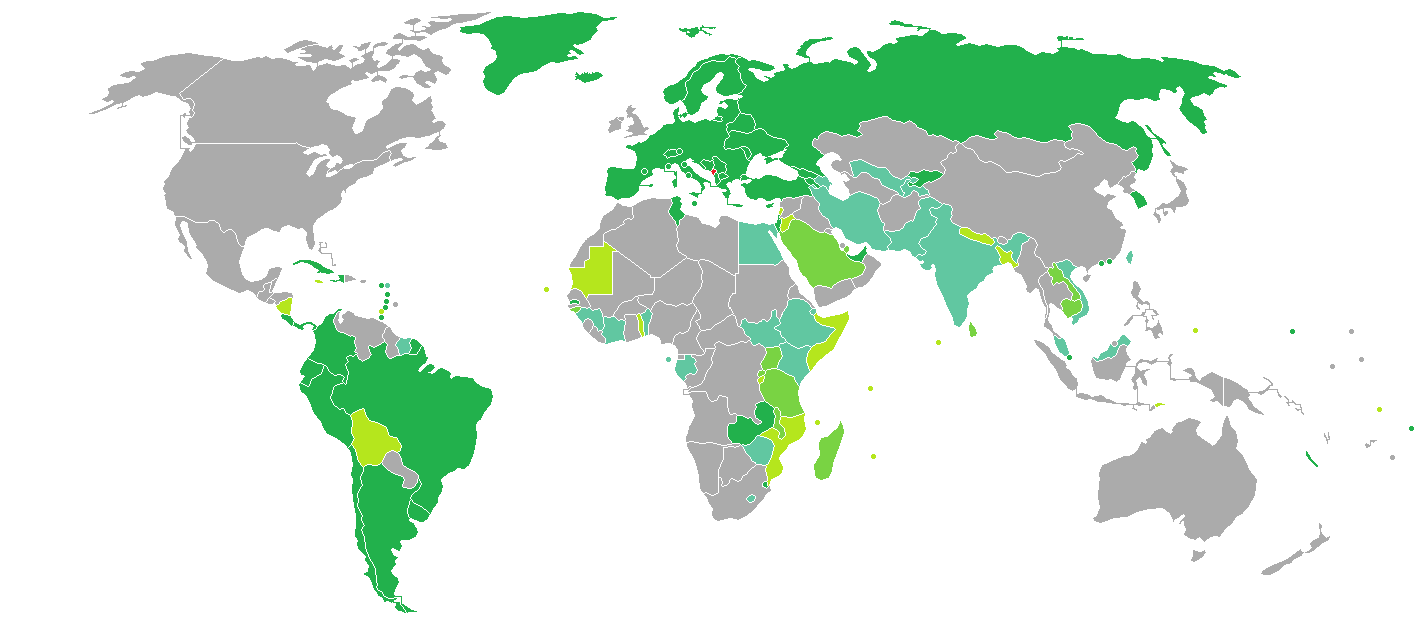
持蒙特內哥羅護照的蒙特內哥羅公民可以免签证的方式入境阿根廷。

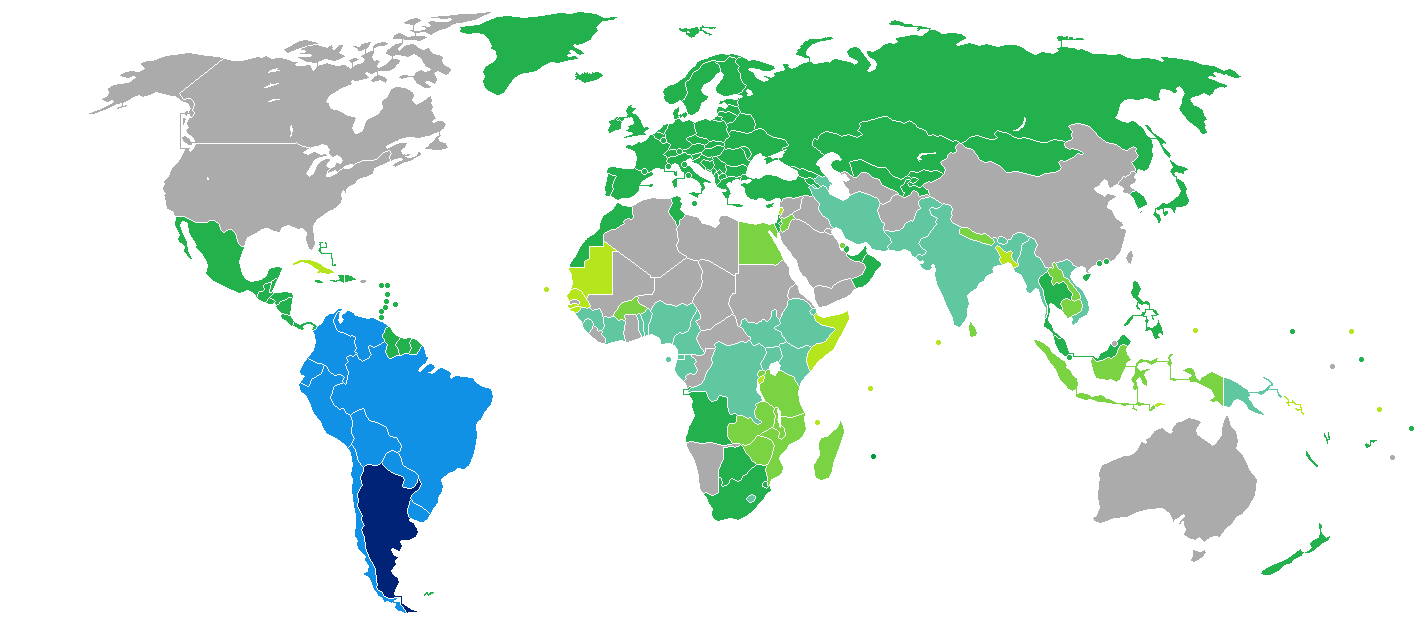
持阿根廷護照的阿根廷公民可以免簽證的方式入境蒙特內哥罗。

持有阿根廷護照的阿根廷公民可以免簽證的方式入境蒙特內哥罗，停留最多90天。
持蒙特內哥羅護照之蒙特內哥罗公民也可以免簽證的方式入境阿根廷，停留最多90天。